# Тхэджо (ван Чосона)
Тхэджо (кор. 태조?, 太祖? Taejo; 27 октября 1335 — 18 июня 1408) — основатель и 1-й ван корейской династии Чосон, правивший в 1392—1398 годах. Фамилия и имя при рождении — Ли Сонге́ (кор. 이성계, 李成桂, Yi Seong-gye), изменённое имя — Ли Дан (кор. 이단?, 李旦?), монгольское имя — Агибатор. Происходил из провинциальных дворян, был главной фигурой в свержении династии Корё. Отрёкся от престола в 1398 году во время раздора между его сыновьями и умер в 1408 году. Был посмертно возведён в сан императора в 1899 году после провозглашения Кореи империей с присвоением тронного имени — Император Го (кор. 고황제?, 高皇帝?).

## Жизнеописание

### Ранние годы
Ли Сонге был выходцем из северо-восточной части Кореи, находившейся до 1356 г. в составе империи Юань. Несмотря на то, что предки Ли Сонге одно время занимали довольно высокие посты в Юань, его отец Ли Чжачхун сам пришёл ко двору государя Конмин-вана и предложил помощь в борьбе с монголами за возвращение северо-восточных земель Кореи. Благодаря заслугам отца, Ли Сонге получил возможность рано начать продвижение по служебной лестнице как военноначальник.

### Военная карьера
Генерал Ли Сонге получил власть и уважение в конце 1370-х — начале 1380-х в борьбе с монголами, а также с японскими пиратами, которые опустошали побережье и препятствовали подвозу риса в столицу. Ему также приписывают[кто?] руководство «красными повязками» династии Мин, которые двинулись на Корейский полуостров против династии Юань. Королевский двор Корё разделился на две конкурирующие группировки: группа во главе с генералом Ли (за династию Мин) и лагерь во главе с его соперником — генералом Чхве Ёном (за династию Юань).

### Революция
Генерал Ли ввёл свои войска в столицу, уничтожил своего главного соперника генерала Чхве Ёна и свергнул короля У-вана с престола, но не сразу на него взошёл. Вместо этого он посадил на престол сына У, известного как  У-ван (1374—1388), затем его сына Чхана (1388—1389), но уже в следующем году Чхан был свергнут. В 1389 г., найдя подходящего представителя королевского рода Ванов (потомков Ван Гона), он возвёл на престол нового короля. Последний государь Корё — Конъян-ван находился на троне три полных года, с 1389 по 1392 г., после чего был казнён по приказу Ли Сонге. После этого Ли Сонге сам взошёл на престол, основав тем самым новую династию (17-го числа 7-го месяца по лунному календарю, 5 августа 1392 года).

### Реформа
1388—1391 гг. — земельная реформа Ли Сонге: перераспределение земель промонгольской олигархии, возврат государеву дому поместий, пожалованных буддийским храмам. Поземельный кадастр (1390) и Закон о ранговых наделах-Кваджонбоп (1391).
Фактически власть в стране стала принадлежать придворной группировке Ли Сонге, выражавшей интересы нового сословия чиновников-конфуцианцев садэбу. Поэтому Ли Сонге приступил к активному проведению реформ, указы о которых исходили от имени Конъяна.
Прежде всего, была реформирована система землевладения. В 1391 г. был издан указ о квачжонбоп, или «законе о полях по категориям [чиновников]». Согласно этому закону всем находившимся на государственной службе давалось временное право сбора налогов с полей в качестве вознаграждения. Количество полей определялось в зависимости от ранга. Максимальный размер полей составлял 150 кёлъ, минимальный — 10 кёлъ. Для провинциальных мелких чиновников были учреждены так называемые «поля для военных», или кунчжон. Размеры кунчжон колебались от 10 до 5 кёлъ, и раздавались такие поля не только военным, но и гражданским чиновникам. «Свободные чиновники» — халлянгвап, не имевшие конкретных должностей, лишились своих прежних владений. Но была сохранена категория полей за заслуги перед государством — конымчжон, которые давались пожизненно и с правом передачи по наследству. Почтовые станции, паромные переправы, находящиеся на поселении военные гарнизоны и буддийские монастыри — все получали определённое количество полей. Незаконно присвоенные монастырями земли возвращались в казну.
Фактически реформа не вносила почти ничего принципиально нового по сравнению с тем, что было в начале эпохи Корё. Суть реформы состояла в переучёте земель и их новом распределении, в полной мере охватывавшем и новое сословие садэбу. Особое отличие земельной реформы Конъяна состояло в том, что впервые устанавливался строго ограниченный размер налога, взимаемого с единицы площади кёлъ. Таким образом, был положен конец неограниченному налогообложению крестьянства, практиковавшемуся в конце Корё, когда у одного поля по документам было по 7-8 хозяев, а налоги собирались по нескольку раз в год. Поэтому не только среднее и мелкое чиновничество, но и крестьянство поддержало новую земельную реформу.

### Царствование
Короновавшись, Ли Сонге попросил Китай выбрать имя для новой корейской династии из двух представленных им вариантов — Хварён (по месту происхождения его семьи в северо-восточной Корее) и Чосон (по основанному легендарным прародителем Тангуном Древнему Чосону). Минское правительство остановило свой выбор на втором варианте (ибо Древний Чосон упоминался в китайских источниках), и с этого момента Чосон стало официальным названием новой династии. Столицей государства при Ли Сонге стал Сеул.
Ли Сонге был верующим буддистом, жертвовал деньги на постройку пагод и прислушивался к советам своего духовного учителя Мухака (1327—1405). Но личные симпатии не помешали новому монарху отнять у монастырей освобождения от налогов и повинностей, перейти от регистрации монахов к продаже разрешений на поступление в монастыри и начать борьбу против не признанных официально простонародных буддийских культов. Жёсткая политика по отношению к буддийским храмам была продолжена и наследниками Ли Сонге.
Сразу после прихода к власти Ли Сонге реорганизовал армию. Были предприняты меры по роспуску всех оставшихся «домашних войск» — опоры влияния «сильных домов». Тем не менее, опасаясь попыток реставрации, Ли Сонге сделал исключение для своих сыновей, разрешив им сохранить и даже увеличить личные вооруженные отряды.
Официальным наследником Ли Сонге был заранее объявлен самый младший из его сыновей — малолетний Ли Бансок, за спиной которого стоял могущественный сановник Чон Доджон. Чон Доджон считал, что в идеальной монархии государева власть должна жестко ограничиваться полномочиями главного министра. Притязания Чон Доджона и его группы натолкнулись на решительное сопротивление пятого сына основателя, Ли Банвона, сыгравшего ключевую роль в процессе установления нового режима. Ли Банвон выступал за авторитарную монархическую систему, где бюрократические институты прямо подчинялись бы не главному министру, а государю. В конце концов, не без основания считая, что Ли Сонге больше симпатизирует группе Ли Бансока и Чон Доджона, Ли Банвон нанёс в 1398 г. удар, приказав своим дружинникам уничтожить Ли Бансока и его приближённых. Истребив в ходе братоубийственного путча соперников, честолюбивый Ли Банвон принудил отца к отречению, отдав трон второму по старшинству принцу — Ли Банхва. Реальная власть перешла в руки Ли Банвона.
После того как четвёртый принц Ли Банган предпринял в 1400 году, с негласной подачи Ли Сонге и Ли Банхва, неудачную попытку уничтожить группу Ли Банвона, последний решил, что настало время выйти на передний план. Ли Банхва был принужден отречься от трона, и на престол взошёл Ли Банвон.
Спустя десять лет после отречения от престола Ли Сонге скончался 24 мая 1408 г. во дворце Чхандок. Он был похоронен в гробнице Конвоннын в городе Кури.

### Внешняя политика
При Тхэджо новое государство Чосон установило дипломатические связи соседними и дальними государствами. 1392, 1394, 1397 годах в Чосон побывали посланники от вана Рюкю Сатто (1355—1397), послано чоснское посольство в ответ 1392, 1393 годах в Рюкю. 1393 году король Аютии Рамесуан (1388—1395) отправил посольство к вану Тхэджо. 1392 году ван Тхэджо отправил посольство в Минскую империю и Японию. Целью посольства в Мин было признание китайской империей новой чосонской династии и правительства нового государства. Но минский император Хунъу не торопился с ответом признания Чосон. Прибывшие в Японию корейские послы попросили сёгун Асикага Ёсимицу (1368—1394) помочь в борьбе с пиратами. Восстановлены дружеские отношения между странами. 1398 году было отправлено посольство во главе Пак Тончи к сёгуну Асикага Ёсимоти, корейская сторона снова просила о помощи в борьбе с пиратами.

## Семья
- Отец: Ли Джачхун, король Чосона Хванджо (조선 환조 이자춘) (1315 - 18 апреля 1360)  
  - Дедушка: Ли Чун, король Доджо  (조선 도조 이춘) (? - 24 июля 1342 г.)
  - Бабушка: королева Кёнсон из клана Мунджу Пак (경순왕후 박씨)
- Мать: Королева Ыйхе из клана Ёнхын Чхве (의혜왕후 최씨) 
  - Дедушка: Чхве Ханги (최한기)
  - Бабушка: Великая госпожа Ли государства Чосон (조선국대부인 이씨)

### Супруги и их дети
- Королева Синый из клана Чхонджу Хан (신의왕후 한씨) (сентябрь 1337 - 23 сентября 1391)  
  1. Ли Бану, великий принц Чинан (진안대군 이방우) (1354 - 15 января 1394), первый сын
  2. Ли Бангва, великий принц Ёнган (영안대군 이방과) (26 июля 1357 - 24 октября 1419), второй сын
  3. Ли Баный, великий принц Икан (익안대군 이방의) (1360 - 29 октября 1404 г.), третий сын
  4. Ли Банган, великий принц Хэан (회안대군 이방간) (1364 - 10 апреля 1421), четвертый сын
  5. Ли Банвон, великий принц Чонган (정안대군 이방원) (13 июня 1367 - 8 июня 1422), пятый сын
  6. Ли Банён, великий принц Докан (덕안대군 이방연) (1370–1388), шестой сын
  7. Принцесса Кёнсин (경신공주) (? - 22 марта 1426 г.), вторая дочь
  8. Принцесса Кёнсон (경선공주), третья дочь
- Королева Синдок из клана Гоксан Кан  (신덕왕후 강씨) (14 июня 1356 - 13 августа 1396) 
  1. Принцесса Кёнсун (경순공주) (? - 1407), первая дочь
  2. Ли Банбон, великий принц Муан (무안대군 이방번) (1381 - 6 октября 1398), седьмой сын
  3. Ли Бансок, великий принц Ыйян (의안대군 이방석) (1382 - 6 октября 1398), восьмой сын
- Наложница Сон из клана Вонджу Вон (성비 원씨) (? – 1449)
- Королевская госпожа Чонгён из клана Кохын Ю (정경궁주 유씨)
- Принцесса Хваый из клана Ким (화의옹주 김씨) (? – 1428) 
  1. Принцесса Суксин (숙신옹주) (? - 1453), пятая дочь
- Госпожа Чандок из клана Джу (찬덕 주씨) 
  1. Принцесса Ыйрён (의령옹주) (? - 1466), четвертая дочь
- Придворная дама Ким (궁인 김씨)

## В массовой культуре
Образ Ли Сонге был воплощён в исторических фильмах и телесериалах, где он был главным или эпизодическим персонажем; в том числе в сериалах «Шесть взлетающих драконов» (2015) и «Тхэджон Ли Банвон»  ( 2021–2022, KBS1 TV). 
Также существует игра для смартфонов, где можно играть за Ли Сонге.